# Małyszyce
Małyszyce est une localité polonaise de la gmina de Trzyciąż, située dans le powiat d'Olkusz en voïvodie de Petite-Pologne.